# قائمة الفضائح السياسية في فرنسا
هذه قائمة بأهم الفضائح السياسية في فرنسا.

## حتى عام 1958
- 1789: أعمال شغب ريفيلون - ثورة شعبية من 26 إلى 28 أبريل، في فوبورغ سان أنطوان، باريس. تُعتبر هذه الأحداث مقدمة لاقتحام سجن الباستيل والثورة الفرنسية.
- 1797: قضية إكس واي زد - حلقة سياسية ودبلوماسية تتضمن مواجهة مع الولايات المتحدة أدت إلى شبه حرب.
- 1816: حطام الفرقاطة الفرنسية ميدوز والبحث عنها قبالة الساحل الغربي لأفريقيا
- 1847: فضيحة فساد تيست - كوبيير، تم الكشف عنها في مايو 1847
- 1847: انتحار شارل دي شوازول براسلين بعد أن قتل زوجته، ابنة هوراس سيباستياني، وزير ملكية يوليو.
- ثمانينيات القرن التاسع عشر: قضية جورج إرنست بولانجر
- 1887: حادثة شنايبيل
- 1887: فضيحة ويلسون، التي أدت إلى استقالة الرئيس جول جريفي [1]
- تسعينيات القرن التاسع عشر: فضائح بنما
- 1894: قضية دريفوس، إدانة ألفريد دريفوس بالخيانة، كشف عنها الكاتب إميل زولا في 13 يناير 1898
- 1904: قضية البطاقات، والتي تسمى أحيانًا قضية الطواجن.
- 1928: قضية مارثا هاناو
- 1930: قضية ألبرت أوستريك
- 1934: قضية ستافيسكي، اختلاس وفساد سياسي
- 1949: قضية الجنرالات، فضيحة سياسية عسكرية خلال حرب الهند الصينية الأولى
- 1950: قضية هنري مارتن، فضيحة سياسية عسكرية خلال حرب الهند الصينية الأولى
- 1958: باليه الورود، فضيحة تورط فيها على وجه الخصوص رئيس مجلس الشيوخ آنذاك، أندريه لو تروكير، حيث قامت مجموعة من الفتيات تتراوح أعمارهن بين 15 و17 عامًا بأداء "باليه" انتهى بحفلات ماجنة.

## في ظل الجمهورية الخامسة
- 1965: قضية بن بركة، اختفاء زعيم المعارضة المغربية المهدي بن بركة.
- 1968: قضية ماركوفيتش
- 1974:
  - قضية يوروديف
  - وفاة الكاردينال جان دانييلو في بيت عاهرة
  - تكشف صحيفة لوموند عن وجود قاعدة بيانات حكومية تسمى النظام الآلي للملفات الإدارية وأدلة الأفراد، مما دفع إلى إنشاء اللجنة الوطنية للمعلوماتية والحريات المسؤولة عن احترام الحقوق المدنية وخصوصية البيانات.
- 1979:
  - قضية روبرت بولين؛ وزير في حكومة ريموند بار الثالثة، عُثر على بولين ميتًا في ظروف غامضة في 30 أكتوبر 1979
  - قضية الماس التي تورط فيها بوكاسا
- 1981: كشف "كانارد إنشينيه" عن الدور التعاوني للمسؤول السابق موريس بابون في عهد حكومة فيشي الفرنسية؛ والذي أدين في النهاية بارتكاب جرائم ضد الإنسانية.
- 1985: غرق سفينة راينبو واريور على يد وكالة الاستخبارات الفرنسية المديرية العامة للأمن الخارجي
- 1986: كارثة تشيرنوبيل، زعمت حكومة جاك شيراك خطأً أن "السحابة المشعة" توقفت عند الحدود الفرنسية.
- 1987–1988: إسكندر صفا وفضيحة الرهائن التي تورط فيها رئيس الوزراء جاك شيراك ووزير الداخلية شارل باسكوا
- ثمانينيات القرن العشرين: فضيحة الدم الملوث [2]
- حاربت صحيفة كانارد إنشينيه الساخرة لتسليط الضوء على أدلة الفساد المزعوم أثناء فترة تولي الرئيس جاك شيراك منصب عمدة باريس.
- تسعينيات القرن العشرين: أنغولا جيت (فضيحة الأسلحة مقابل النفط)
  - فضيحة لافاييت
- 1994: قضية يان بيات؛ عضو سابق في البرلمان عن الجبهة الوطنية، اغتيل في 25 فبراير 1994
- 1994: قضية دوفين نيوز؛ توجيه الاتهام إلى الوزير آلان كارينيون، والحكم عليه لاحقًا بالسجن لمدة 29 شهرًا
- 1998: قصة إلف - دوما
- 1999: "قضية أكواخ الشاطئ"، التي أدت إلى اعتقال المحافظ برنارد بونيه
- 2005: أدت الكشف عن الفضائح المتعلقة بشقة وزير المالية هيرفي جايمار (حزب الاتحاد من أجل حركة شعبية) الفخمة الممولة من الدولة إلى استقالته في عام 2005.
- 2006: قضية كليرستريم المزعومة التي تورط فيها رئيس الوزراء دومينيك دو فيليبان (الاتحاد من أجل حركة شعبية) المتهم بمحاولة تشويه سمعة منافسيه السياسيين، بما في ذلك نيكولا ساركوزي، من خلال نشر مزاعم كاذبة تتعلق بفضيحة الفرقاطات التايوانية. [3]
- منذ عام 2010
  - قضية بيتنكورت
  - قضية كراتشي
  - قضية سيلفي أندريوكس
  - التمويل الليبي المزعوم للانتخابات الرئاسية الفرنسية عام 2007
  - قضية كاهوزاك
  - اتهامات بالاحتيال على قيادة حزب الاتحاد من أجل الحركة في انتخابات 2012
  - قضية توماس ثيفنود
  - قضية قادر عارف
  - قضية برونو لورو
  - قضية فيون
  - قضية بنالا
  - قضية ريتشارد فيران

## روابط خارجية
- فضيحة بيتنكورت/لوريال راديو فرنسا الدولي باللغة الإنجليزية
- السياسة الفرنسية ليست غريبة على الفضائح راديو فرنسا الدولي باللغة الإنجليزية
- لوريال والفضائح واليمين المتطرف راديو فرنسا الدولي باللغة الإنجليزية
- Liste d'affaires politico-financières françaises قائمة الفضائح السياسية المالية الفرنسية باللغة الفرنسية